# Godzilla Kong ellen
A Godzilla Kong ellen (eredeti cím: Godzilla vs. Kong) 2021-ben bemutatott amerikai szörnyfilm, Adam Wingard rendezésében. A Godzilla II. – A szörnyek királya (2019) és Kong: Koponya-sziget (2017) folytatása, valamint a Legendary's MonsterVerse negyedik filmje. Ez a Godzilla franchise 36. filmje, a King Kong franchise 12. filmje és a negyedik Godzilla film, amelyet a Hollywood studio gyárt. A főszerepben Alexander Skarsgård, Millie Bobby Brown, Rebecca Hall, Brian Tyree Henry, Shun Oguri, Eiza González, Julian Dennison, Kyle Chandler és Demián Bichir látható.

## Cselekmény
Öt évvel azután hogy Godzilla diadalmaskodott Ghidorah felett és elnyerte a "Szörnyek Királya" címet, ő és Kong feltételezhetően az utolsó Titánok a Földön. Amikor Godzilla elpusztít egy fontos kutatóintézetet, az emberek Kong segítségével akarják őt megfékezni.

## Szereplők
| Szerep            | Színész             | Magyar hang            |
| ----------------- | ------------------- | ---------------------- |
| Dr. Nathan Lind   | Alexander Skarsgård | Zámbori Soma           |
| Madison Russell   | Millie Bobby Brown  | Koller Virág           |
| Dr. Ilene Andrews | Rebecca Hall        | Pálfi Kata             |
| Bernie Hayes      | Brian Tyree Henry   | Kálloy Molnár Péter    |
| Jia               | Kaylee Hottle       | N/A                    |
| Ren Serizawa      | Shun Oguri          | Kurely László          |
| Maia Simmons      | Eiza González       | Bogdányi Titanilla     |
| Josh Valentine    | Julian Dennison     | Nagy Gereben           |
| Guillermin        | Lance Reddick       | N/A                    |
| Dr. Mark Russell  | Kyle Chandler       | Kautzky Armand         |
| Walter Simmons    | Demián Bichir       | Kőszegi Ákos           |
| Wilcox admirális  | Hakeem Kae-Kazim    | Dézsy Szabó Gábor      |
| Jay Wayne         | Ronny Chieng        | Renácz Zoltán          |
| Horace            | John Pirruccello    | Kőrösi András          |
| Ben               | Chris Chalk         | Horváth-Töreki Gergely |